# Сивак, Светлана Израилевна
Светлана Израилевна Сивак (род. 10 июня 1942, Ужур, Красноярский край) — советский и российский искусствовед, историк новгородской архитектуры.

## Биография
Родилась в эвакуации через несколько месяцев после гибели отца, кадрового военного, на фронте.
В 1963—1968 годах училась на историческом факультете Ленинградского университета, с отличием закончила его. Не написала кандидатскую диссертацию из-за отношения к её национальности после Шестидневной войны.
В 1969—1992 годах работала старшим научным сотрудником и руководительницей группы в Новгородской реставрационной мастерской. Опубликовала 500 историко-архивных исследований памятников архитектуры и живописи Новгорода и 30 статей, а также книги в собственном переводе (знает древнегреческий и английский языки).
В 1990—1992 годах преподавала курс истории искусств на факультете архитектуры Новгородского политехнического института, с 1993 года преподаёт в Санкт-Петербурге (в частности, в Еврейском университете) и Новгороде.

## Публикации

### Основные
1. Рецензия на книгу: G.Mathew. Byzantine Aesthetics. London, 1963 // Византийский временник. Т.30. М., 1969.
2. К истории строительства собора Николы на Дворище (вновь найденный документ XVII века) // Новгород древний — Новгород социалистический. Археология, история, искусство. Материалы научной конференции. Новгорол, 1977.
3. Иван Исаев, строитель Иверского монастыря. // Памятники культуры. Новые открытия. Ежегодник 1979. М., «Наука», 1980.
4. Неизвестное граффити церкви Симеона Зверина монастыря (к истории строительства церкви). // Памятники культуры. Новые открытия. Ежегодник 1982. М., «Наука», 1984.
5. Гостиный двор в Новгороде (совместно с В. А. Булкиным, Г. С. Лебедевым, Г. М. Штендером). // Новгородский край. Материалы научной конференции. Л., 1984.
6. Изразцовая мастерская Иверского Валдайского монастыря (1655—1690-е годы). // Новгородский край. Материалы научной конференции. Л., 1984.
7. Подмастерье каменных дел Афанасий Фомин (из истории строительства Валдайского Иверского монастыря). // Архитектурное наследие и реставрация. Выпуск I. М., 1984.
8. Изразцы Хутынского монастыря под Новгородом. //Архитектурное наследие и реставрация. Выпуск III. М., 1988.
9. Деятельность изразцовой мастерской Иверского Валдайского монастыря во второй половине XVII века. // Реставрация и исследования памятников архитектуры. Вып. III. М., Стройиздат, 1990.
10. Новгородские изразцы второй половины XVII века. Трансформация византийского и поствизантийского орнамента. // XVIII Международный Конгресс византинистов. Резюме сообщений. Т.II. М., 1991.
11. Дом в Ольгине Новгородской области — неизвестная постройка Е. Ф. Шреттера. (совместно с В. А. Поповым) // Памятники культуры. Новые открытия. Ежегодник 1990. М., 1992.
12. Исследование наружной росписи XVII века церкви Михаила Архангела в Валдайском Иверском монастыре (совместно с Н. Н. Кузьминой). // Архитектурное наследие и реставрация. Вып. V. М., 1992.
13. О деревянной Софии в Новгороде. // Russia Mediaevalis. T. VII, 1. München, 1992.
14. Архитектура интерьера новгородского Софийского собора и некоторые вопросы богослужения (совместно с Г. М. Штендером). // Византинороссика. Т.I. Литургия, архитектура и искусство византийского мира. СПб, 1995.
15. Еврейская этнография Подолии в экспедиционных отчётах Русского музея. // История евреев на Украине и в Белоруссии. СПб, 1994.
16. Еврейский свинцовый амулет из собрания РАИК // Византия и византийские традиции (сборник Государственного Эрмитажа). СПб, 1996.
17. Об одном архитектурно-орнаментальном мотиве в еврейском искусстве. // Греки и евреи. Диалог в поколениях (Труды по иудаике, вып.1). СПб, 1999.
18. Ремонтно-реставрационные работы 1830-х годов в Новгородском храме св. Софии. // Памятники культуры. Новые открытия. Ежегодник 2005. М., 2008.

### Переводы
1. Диана Л. Бургин. София Парнок. Жизнь и творчество русской Сафо. СПб, Инапресс, 1999 (перевод с английского С.Сивак)
2. Диана Л. Бургин. Марина Цветаева и трансгрессивный эрос. СПб, Инапресс, 2000 (перевод с английского С.Сивак)
3. Диана Л. Бургин. «Оттяготела…» Русские женщины за пределами обыденной жизни. СПб, Инапресс, 2004 (перевод с английского С.Сивак)
4. Ричард Бургин. Квартет призраков. СПб, Инапресс, 2006 (перевод с английского с. Сивак)
5. Павел Силенциарий. Описание храма св. Софии [в Константинополе]. (перевод с древнегреческого С.Сивак) // Искусство древней Руси и стран византийского мира СПб-М., 2007
6. Воспоминания Ричарда Бургина. Главного концертмейстера Бостонского симфонического оркестра, Санкт-Петербург: ИНАПРЕСС, 2011 (Перевод с английского)